# 황진 (원나라)
황진(黃溍, 1277년－1357년)은 원대(元代)의 문학가로 위주(婺州) 의조(义乌) 사람으로 자는 문진(文晋) 또는 문경(晋卿)이다. 절동(浙东) 금화학파(金华学派)를 대표하는 인물이기도 하다.
일찍이 은거하면서 출사하지 않았는데 원 인종(仁宗) 연우(延祐) 2년(1315년)에 진사(進士)에 급제하고 처음으로 대주(台州) 영해현승(宁海县丞)이 되었다. 한림응봉문학(翰林应奉文字)、강절등지유학제거(江浙等地儒学提举)를 지냈으며 관직은 시강학사(侍講學士)에 이르렀다.
황진은 문사(文思)가 민첩하고 재능이 넘쳐 흘렀고, "문장의 배치가 신중하고 엄밀하며, 원거(援據)가 정절하다."(文辭布置謹嚴，援據精切)하다는 평을 받았으며 우집(虞集), 알계사(揭傒斯), 류관(柳貫) 등과 함께 유림사걸(儒林四傑)로 불렸다. 시호는 문헌(文献)이다.
황진의 문집으로 청대 《사고전서》에는 절강 포사공가장본(鮑士恭家藏本)의 《황문헌집》(黃文獻集) 10권과 《일손재필기》(日損齋筆記)가 실려 있다. 《사고전서》에서는 황진의 문집을 소개하면서 그의 학문에 대해 "그의 글은 원래 경술(經術)에 근본을 두고 있어서, 붓으로 쓰는 것마다 법도에 딱 맞는다. 배우는 사람들이 그의 가르침을 받들어 성취한 바가 많았다."(其文原本經術, 應繩引墨, 動中法度. 學者承其指授, 多所成就)고 평하고, 명(明) 초기의 학자이자 관리인 송렴(宋濂)과 왕의(王禕) 등이 모두 일찍이 황진으로부터 학업을 전수받았다고 소개하고 있다.
조선왕조실록에서는 황진이 고려(조선)을 두고 "벼슬살이 할 만한 나라"(仕國)라고 평하였다고 소개하고 있다.